# ویکتور ماقاکیان
ویکتور ماقاکیان (ارمنی: Վիգդոր Մաղաքեան؛ ۳۰ دسامبر ۱۹۱۵ – ۱۷ اوت ۱۹۷۷) فرد نظامی ارمنی‌تبار اهل ایالات متحده آمریکا بود.
ماقاکیان در جریان جنگ جهانی دوم عضو سپاه تفنگداران دریایی ایالات متحده آمریکا بود.
وی همچنین برندهٔ جوایزی همچون ستاره نقره‌ای، نشان ستاره برنزی، و پرپل هارت شده‌است.